# Forcipomyia monoplectron
Forcipomyia monoplectron är en tvåvingeart som beskrevs av Lane 1977. Forcipomyia monoplectron ingår i släktet Forcipomyia och familjen svidknott. Inga underarter finns listade i Catalogue of Life.